# Horvát Védelmi Erők
A Horvát Védelmi Erők (horvátul: Hrvatske obrambene snage, HOS) az egyik legkorábban megalapított horvát irreguláris hadsereg, a Horvát Jogpárt (HSP) katonai szervezete, amely 1991-től 1992-ig a horvátországi és a boszniai háborúban harcolt a nagyszerb erők ellen. A szervezetnek két fő, egy horvátországi és egy bosznia-hercegovinai ága működött. 1992 elején a Horvát Köztársaság haderejének újraszervezése során, a horvátországi HOS beszerveződött a Horvát Hadseregbe (HV). A bosznia-hercegovinai HOS hivatalosan Bosznia-Hercegovina Köztársaságának Hadseregének (ARBIH) a részét képezte. Ellenben a Horvát Köztársaság vezetőségével és a szintén boszniai Horvát Védelmi Tanáccsal (HVO), melyek Bosznia-Hercegovinát szerb és horvát részre akarták felosztani, a boszniai HOS Bosznia-Hercegovina területének egységességének megőrzéséért és a háborúban való horvát-muzulmán szövetségért kardoskodott. Azonban, miután a HVO megölte a boszniai HOS vezetőjét, Blaž Kraljević tábornokot, a szervezet szétesett és megszűnt. A HOS távolabbi fő célja, Horvátország keleti határának, az egykori Független Horvátország mintájára való kiszélesítése, vagyis a Horvát Köztársaság és az egységes Bosznia-Hercegovina közötti konföderáció létrehozása volt.

## A HOS a háborúban

### A HOS Horvátországban (1991)
1990. február 26-án felújították Horvát Jogpártot (HSP), elnökének Dobroslav Paragát, alelnöknek pedig Ante Paradžikot választották. 1990 során, ahogy a horvátországi szerb lakosság egyre inkább ellenszegült a horvát hatóságoknak és radikalizálódott, sok horvát lakos saját belátásból úgy döntött, hogy háború esetében, felfegyverkezik otthona megvédésére. A horvátországi szerbek december 21-ei lázadása, a Jugoszláv Néphadsereg lázadókat való nyílt támogatása és az azt követő Horvát Köztársaság vezetőségének gyenge reakciója után, a HSP vezetősége elkezdte fontolóra venni egy saját katonai egység megalakítását Horvátország megvédésére.

### Megalakulás
A Horvát Védelmi Erőket (HOS) hivatalosan 1991. június 25-én Dobroslav Paraga, Ante Paradžik, Alija Šikljan és a HSP akkori vezetőségének még néhány tagja alapította meg. Rögtön megalakult a HOS vezérkara is, melynek főnöke Ante Paradžik lett. A HOS vezérkari központját a HSP zágrábi helyiségeibe tették.
A kezdetekben önként beszerzett, gyalogsági fegyverzettel gyengén felszerelt első HOS-osok kitűntek a szerb lázadók és a Jugoszláv Néphadsereg elleni harcban és ezzel a HOS-ra és a HSP-re irányították a horvát nyilvánosság figyelmét. Később a külföldi horvátok és a HSP Ausztráliában és Kanadában élő tagjainak adományainak köszönve, a horvátországi HOS vezetése nagyobb mennyiségű fegyvert tudott beszerezni, valamint a HOS taglétszáma is megnőtt.
A HSP vezetőségében nem mindenki értett egyet a HOS megalakításában. A párt titkára Krešimir Pavelić úgy gondolta, hogy felesleges egy párhuzamos hadsereget létrehozni a már meglévő reguláris Horvát Nemzeti Gárda (ZNG) egységei mellett. Amikor a HOS-ot mégis megalapították, Pavelić tiltakozásul elhagyta a pártot.

### A HOS erősödése és kiszélesedése
A HOS egységeibe jöttek horvátok, ahogy Horvátországból, úgy Bosznia-Hercegovinából és az emigrációból. Miután Horvátország függetlenségi harca magára vonta a világ nyilvánosságának figyelmét, néhány idegen állampolgár, egyben hivatásos katona is elhagyta az országát, hogy csatlakozzon a HOS-hoz. Ők gyakorlatoztatták a HOS katonáit, akik így váltak egyikévé a legjobb egységeknek, a szerb agresszióval való ellenállásban.

### A HOS Horvátország hadszínterein
Horvátországban a HOS létszáma 6000-re nőtt és tagjai az összes hadszíntéren harcoltak. A Horvát Nemzeti Gárda reguláris egységeivel szemben, ők félig függetlenül tevékenykedtek és csak a tisztjeik parancsára hallgattak. Az ún. íratlan szabály miatt, mely szerint a HOS-ba csak HSP-és tagok léphetnek, a HOS-t a horvát nyilvánosság egy része a HSP párthadseregének tekintette.
A kezdetektől a HOS a Horvát Nemzeti Gárda egységeivel együtt részt vett a Jugoszláv Néphadsereg laktanyáinak bevételében, Zágrábban és Horvátország többi városában. A HOS-on keresztül nőtt a HSP népszerűsége. A HOS Horvátország minden részében szerveződött, ahol a HSP is tevékenykedett.
1991 augusztusában Paraga és Paradžik HOS egyik századával demonstrációt tartott Zágráb főterén, illetve bemutatták a HOS-t a 10 000 fős polgári nézőközönségnek. Rögtön ezután a század Robert Šilić parancsnoksága alatt a vukovári hadszíntérre távozott.
Egyidőben HOS egységek alakultak Dalmáciában is. 1991 májusáig itt a HOS egységek század szintjére nőtték ki magukat. Dobroslav Paraga és az akkori szlovén honvédelmi miniszter, Janez Jansa megállapodása szerint egy részük Szlovéniában speciális kiképzésen ment át. 1991 októberéig ez az egység elérte az ezred szintjét. IX. „Rafel vitez Boban” ezrednek nevezték el, valamint parancsnoka Jozo Radanović lett. Nemsokára a HOS IX. ezrede lett egyike a legismertebb HOS egységeknek Horvátországban.
A HOS Vinkovce városában és környékén is tevékenykedett. A Vinkovce körüli településeken (Komletinci, Jarmina, Nušar, Mala Bosna, Nijemci, Vrbanja, Tordinci i Đeletovci) az állásokat, a HOS 6. ezrede tartotta, amely 1992 februárjának végéig 800 embert számlált.
1991. szeptember 21-én Zágráb környékén a HOS vezérkari főnökét, Ante Paradžikot megölte a horvát rendőrség. A rendőri magyarázat az volt, hogy „anonim jelentést kaptak, hogy a gépkocsiban martićosok vannak”. Dobroslav Paraga a véletlennek köszönve kikerült egy másik merényletet, amikor is felrobbant a HOS Vinkovcei központja, mely robbanás során meghalt 5 és 8 személy megsebesült.
1991. november elején a körbezárt Vukovár vezetősége segítséget kért Paragától. Paraga Zágrábból Eugen Meindorf parancsnoksága alatt álló 200 HOS-os katonát küldött az ostromlott város megsegítésére. Vinkovcében a rendőrminiszter, Ivan Vekić helyettese, Tomislav Merčep megállította a HOS-osokat és az eszéki Vörös laktanyába záratta őket. November 16-án a honvédelmi miniszter, Martin Špegelj tábornok szemlét hajtott végre az egységen és Merčepnek Nuštar-Bogdanovci irányban, áttörési támadást parancsolt Vukovár felé, hogy legalább a lakosság megmeneküljön, ha a várost már nem is lehet védeni. Merčep megtagadta a támadási parancsot azzal a kifogással, hogy: „A kukoricás tele van aknákkal és nem vagyok benne biztos, hogy Dedaković nem lőne hátba”. A HOS-osokat nem engedték ki, hogy segítsenek Vukovárnak és a város szerb kezekbe került.
Ezek után a HSP vezetőségét és Vukovár védelmének parancsnokát Mile Dedakovićot letartóztatták és államcsíny kísérlete címén vádat emeltek ellenük. A különleges rendőrség betört a HOS vezérkarának épületébe, ahol nagy mennyiségű fegyvert és lőszert találtak. Börtönben való tartózkodása alatt Dedakovićot gyakran bántalmazták. Paraga és társainak letartóztatása a horvát polgárok nagy tüntetését váltott ki Zágráb főterén. A hadbíróságon a HSP vezetőségét és Dedakovićot felmentették az összes vád alól. Ezután Dedaković elhagyta a Horvát Hadsereget és belépett a HSP-be. Paraga nemsokára a HOS főinspektorává nevezte ki.
Miután 1991. november 23-án általános mozgósításról szóló kiáltvány jelent meg, a HOS egységei fokozatosan beszerveződtek a Horvát Hadsereg (HV) soraiba. Ez a folyamat a legtovább 1992 májusáig tartott. Azonban a HOS egyes egységei átmentek Boszniába, mivel ott egy részt a szerbek és a Jugoszláv Néphadsereg szemben a horvátokkal és muzulmánokkal közötti összecsapások kezdődtek meg.

### A HOS Bosznia-Hercegovinában (1992)
1990-ben, a parlamentáris demokrácia bevezetésével, Bosznia-Hercegovinában politikai pártok kezdődtek megalakulni, köztük volt a Horvát Jogpárt (HSP) boszniai szárnya is. Miután Bosznia-Hercegovinában újból megismétlődött a szerb lázadás forgatókönyve, ahogy az Horvátországban történt, a HSP elkezdte megalakítani a bosznia-hercegovinai Horvát Védelmi Erők (HOS) egységeit. A hercegovinai HOS vezérkari központjának parancsnoksága 1991. december 18-án alakult meg, még magát a vezérkart hivatalosan 1992. január 3-án alapították meg Ljubuškiban. Bosznia-Hercegovina első HOS-os egysége még 1991 októberének végén alakult meg Ljubuškiban.
Már a háború elejétől a HOS-osok a hadszínterek legkritikusabb pontjain Szarajevótól, Nyugat-Hercegovinán át egészen a Bosanska Posavináig működtek. A HOS fontos szerepet játszott Mostar, Čapljina, Neum és Stolac felszabadításában. Célja volt, a horvátok és muzulmánok együttes harca a szerb erők ellen. Ezért „versengett” a Horvát Védelmi Tanács (HVO) egységeivel, hogy melyikük lesz a befolyásosabb a bosznia-hercegovinai horvátok körében. 1992. július végén Čapljinában, csak egy nap alatt 700 HVO-s katona ment át a HOS-ba, hasonló esetek történtek Tomislavgradban, Livnóban és Mostarban.
A bosznia-hercegovinai HOS széteséséig kevert állományú volt, horvátok és 40 százalékban muzulmánok alkották. A HOS hivatalos iratai szerint a bosznia-hercegovinai HOS-ban 5134 katona volt. Hivatalosan Bosznia-Hercegovina Elnökségének főparancsnoksága alá tartozott, a Bosznia-Hercegovina Köztársaságának Hadseregének (ARBIH) szerves részét képezte, de a hadszíntereken önállóan végezte tevékenységét. Egyes bosznia-hercegovinai HOS-osok, a HOS-os jelzések mellett, egyenruháikon az ARBIH jelzéseit is hordták. Még Horvátországban a HOS valamennyire függött a Horvát Hadseregtől és a Horvát Köztársaság hatóságával való munkától, addig Bosznia-Hercegovinában a HOS teljesen önálló volt. Nem fogadott parancsot a HVO-tól, mely a Horvát Köztársaság hatóságának támogatását élvezte, hanem mint igazi állami hadsereg tevékenykedett. Saját katonai rendőrséget is alapított.
Közép-Boszniában a HOS, Zenicában, Novi Travnikban és Vitezban végezte munkáját, valamint harcokat folytatott a szerb irreguláris erőkkel Jajce és Travnik környékén. A közép-boszniai HOS parancsnoka Darko Kraljević volt. 1992. június 6-án a hercegovinai HOS elindította a Júniusi hajnalok fedőnevű hadműveletet, amellyel felszabadult Mostar és a Neretva völgye.
Az egész bosznia-hercegovinai HOS katonai főparancsnoka Blaž Kraljević tábornok volt, aki 15 nappal a halála előtt az ARBIH fővezérkarának a tagjává nevezték ki Szarajevóban. Kraljević egy hazatért horvát emigráns volt, aki nyíltan szólította fel a HVO katonáit, hogy csatlakozzanak a HOS-hoz és tagadják meg az engedelmességet a Herceg-Boszniai Horvát Közösség elnökének, valamint Franjo Tuđman bizalmasának, Mate Bobannak.
1992. augusztus 7-én, a hercegovinai HOS csapatok Stanko Primorac „Ćane” parancsnoksága alatt, betörtek a szerbek által ellenőrzött Trebinje községbe, de két nappal később a Mate Bobannal való tárgyalásokról távozva Blaž Kraljevićot és társait megölték egy HVO-s ellenőrző pontnál, Kruševoban. A gyilkosok, hogy elrejtsék a bűntényt, a tengerbe dobva akartak megszabadulni a holttestektől, azonban a személygépkocsit a holttestekkel felfedték Omišban. Ugyanebben az évben Paraga bűnvádat emelt a HVO vezetősége ellen, de a gyilkossági eljárást nem indították el.
Blaž Kraljević halála után, a HVO és a bosznia-hercegovinai HOS közötti nyílt összecsapás, illetve egy bosznia-hercegovinai horvát polgárháború veszélye fenyegetett. Emiatt 1992. augusztus 10-én Grudában összeültek a HOS és HVO képviselői. A HOS-t Ante Prkačin tábornok (a HOS fővezérkarának főnöke), Stanko Primorac „Ćane” ezredes és Krešimir Pavičić „Pava”, még a HVO-t Vice Vukojević, Mate Boban (a Herceg-Boszniai Horvát Közösség elnöke) és Slobodan Praljak tábornagy (a HVO fővezérkarának főnöke) képviselték.
Az ülésen nem történt semmi, amivel megnyugodott volna a HOS és a HVO kapcsolata. A HVO képviselői közül Vice Vukojević nyíltan követelte a HOS 24 órán belüli feloszlatását és az emberállomány átcsoportosítását a HVO-ba. Semmilyen megállapodás nem született.
Augusztus 23-án Grudában Ante Prkačin összeült Bobannal, ahol aláírta a HOS feloszlatásáról szóló iratot. Prkačint ezért még ugyanaznap kizárták a HSP-ból.
Szeptember elején a HVO vezetősége követeli a HOS legelitebb egységeinek áthelyezését Hercegovinából Bosanska Posavinába.
A követelés teljesült és később, a Bosanska Posavina elvesztésekor, az itteni HOS-osok többsége elesett a harcokban. A hercegovinai HOS döntő vezetőség nélkül hamar feloszlott. Dobroslav Paraga, Mile Dedakovićot küldte Hercegovinába, hogy akadályozza meg a HOS felbomlását, de nem járt sikerrel, amiért elhagyta a HSP-t.
A bosznia-hercegovinai HOS-osok többsége átment a HVO-ba, ahol néhány esetben a különleges egység magját alkották, még a HOS-osok kisebb, főleg muzulmán része átment a ARBIH-be. Egyes HOS-osok Boszniából visszatértek Horvátországba vagy Nyugat-Európába. Nemsokára számos incidens kezdődött a HVO és az ARBIH között.

### 1993
A HOS gyors szétesésének ellenére, 1993-ig néhány boszniai egységének mégis sikerült megtartani önállóságát. 1993. február végéig a II. „Stojan Vujnović Srbin” ezred megmaradt Bosanska Posavinában, majd feloszlatták. 1993 áprilisáig, a zenicai 1. HOS-os gyalogezred az ARBIH kötelékében létezett. A környék horvát-muzulmán összecsapásainak kitörésével, ez az egység átpártolt a Tihomir Blaškić parancsnoksága alatt álló, a HVO 156-os brigádjába.
1993 júniusában, a zágrábi hadbíróságon, irreguláris katonaság létrehozása (HOS), a Horvát Köztársaság alkotmányos rendjének veszélyeztetése, államcsíny tervezése, tiltott fegyverbeszerzés és államhatalom elleni izgatás címén, vádat emeltek Dobroslav Paraga, Anto Đapić, Mile Dedaković és Ante Prkačin ellen. A bíró Mirsad Bakšić volt. Paraga, Đapić, Dedakovića és Prkačin ellen tanúvallomást Krešimir Pavelić (a HSP volt titkára), Janko Bobetko (a Horvát Hadsereg tábornoka) és Mate Šarlija Daidža (a Horvát Hadsereg és a HVO tábornoka) tett, a vádlottakat Zvonimir Hodak ügyvéd védte. Đapić a vádakat politikai botránynak nevezte, maga a per több hónapig tartott és magára vonta a horvát közvélemény nagy figyelmét. Végül a vádat ejtették, a vádlottakat felmentették, a HOS-t a Horvát Köztársaság Legfelsőbb Bírósága elismerte a Horvát Hadsereg (HV) legális részének.

### A HOS a háború végéig
1991-től 1993-ig, a HOS-nak, mint szervezetnek a végső széteséséig, a HOS egységei lassan beleolvadtak annak az államnak reguláris erőibe, ahol azok működtek, vagy a Horvát Hadseregbe (HV), vagy a Horvát Védelmi Tanácsba (HVO) vagy pedig a Bosznia-Hercegovina Köztársaságának Hadseregébe (ARBIH). Egyes egységeket feloszlattak és emberállományukkal a reguláris csapatokat töltötték fel (így járt a legtöbb HOS-os egység), még más egységek fennmaradtak, csak egy másik hadsereg kötelékében szolgáltak tovább. Pl. 13. „Jure vitez Francetić” ezred önállóan tovább működött a tomislavgradi Kralj Tomislav HVO-os brigádban, a Vitezovi egység 1994-ig PPN Vitezovi névvel, a kalesijai Crni Vukovi ezred, mint „Crni vukovi” önálló diverzás zászlóalj, az ARBIH kötelékében működött tovább, a rama-prozori HOS század a „Marinko Beljo” különleges feladatok egysége névvel létezett tovább a HVO-ban, a szarajevói egység az ARBIH-ben maradt fent, majd 1995 elején beleolvadt „Kralj Tvrtko” ARBIH horvát brigádjába, amíg legtovább a IX. „Rafael vitez Boban” ezred maradt fent és a Horvát Hadsereg (HV) 4. és 114. brigádjában várta meg a háború végét és 1996-ban feloszlatták.

## Ellentmondások a HOS-ról
A HOS egyes egységei fekete egyenruhát viseltek, még mások usztasa jelzéseket használtak, ezért a szerb harcoló fél a HOS-osokat gyakran usztasáknak hívta. Egyes HOS-os egységek második világháborús usztasa tisztekről voltak elnevezve, ilyen volt a tomislavgradi 13. „Jure vitez Francetić” ezred és a spliti IX. „Rafael vitez Boban” ezred.
A HOS rövidítést 1944 és 1945 között a Független Horvátország hadseregének, a Horvát Fegyveres Erők (horvátul: Hrvatske Oružane Snage) rövidítéseként használták.
A HOS címerén a „Za dom spremni” felirat áll, ami arról híres, hogy az usztasák használták szlogenkét. A HOS himnuszában pedig emlegetve van a Független Horvátország, Ante Pavelić, valamint Jure Francetić és Rafael Boban, a Fekete Légió elit usztasa egység parancsnokai.
Volt rá próbálkozás, hogy a HOS katonái a Független Horvátország hadseregének rangjelzéseit használják, de ettől elálltak és a reguláris Horvát Hadsereg (HV) rangjelzéseit használták. A háború után, Dobroslav Paraga azzal vádolta meg vetélytársát, Anto Đapićot, hogy ő beszélte rá HOS-osokat fekete egyenruha és usztasa jelzések viselésére.
A háború alatt 1991-től 1995-ig, ahogy a szerb irreguláris csapatokat, úgy egyes HOS-osokat is megvádoltak háborús bűnnel, de egyetlenegy HOS-ost sem ítéltek el.

## Ismert személyek a HOS-ról
- Janko Bobetko: "Amikor a čapljinai ezredben önkénteseket kerestem, akik majd velem mennek Dominovići felé, a HOS századparancsnokán kívül senki sem jelentkezett. A századparancsnok parancsnoki központja Ljubuškiben volt. Megkérdeztem tőle, mennyi időn belül lehetne elindítani egy szakaszt, ha nem is az egész századot. Azt felelte, hogy egy órán belül. Megegyeztünk és valóban elindított egy megerősített szakaszt, amely a Gubanovniban lévő 4. századdal való találkozásig követte a páncélost. Ő később a Horvát Hadsereg szerkezetébe került, ahol az összes hercegovinai hadműveletben nagyon bátornak és becsületesnek mutatkozott meg." - a HOS-osokkal való találkozásról a Čagalj hadművelet során, 1992 júniusában, a "Sve moje bitke" című könyvben

- Franjo Tuđman: "Meg kellett akadályoznunk, hogy Hercegevina szélsőségekbe, a HOS-ba kerüljön." -felszólalás a horvát országgyűlésen 1994 áprilisában

- Martin Špegelj: "1991 végén és 1992 elején a harctéren vagy annak közelében sokszor találkoztam kisebb-nagyobb HOS-os alakulatokkal, valamint nem birom kétségbe vonni a harcértéküket, különösen a nagyobb összetételűekét és azokét, melyeket reális és értelmes szemléletű parancsnokok vezéreltek... Kisebb, feke ruhás egységekkel Bosanska Posavinában 1992 tavaszán és nyarán találkoztam, de akkor már az összes ilyen alakulat a Horvát Köztársaság hivatalos jelzéseit viselte. Tény, hogy pont ők maradtak a harctéren, még akkor is, amikor a HV-nek és a HVO-nak a Szávától való északra húzódást adták parancsba." - a "Sjećanja vojnika" memoár-könyvből

- Josip Manolić: "Annak a HOS-nak központja Zágrábban volt, ágazatai pedig lent... A HOS-al a mi szolgálatunk háborúzott és háborúzik ma is a maradványaival. Szeretném hogy világos legyen, hogy a HOS egy, a végsőkig náci szervezet, amely Horvátország alkotmányos rendjének a megbontásán dolgozott és fürtjei voltak Bosznia-Hercegovinában is." A hágai bíróságon, a "Prlić és mások" ügyben tett tanúvallomásból, 2006. július 7-én

- Siniša Glavašević: "Ha nincs a HOS, Vukovár már szeptember havában elesett volna." (1991)

## A HOS önkénteseinek egyesületei
A háború során sok HOS-os adta életét hazája szabadságáért és úgyszintén sokan váltak hadirokkantá. Horvátországban ma létezik néhány, a HOS önkénteseinek az egyesületei, melyek 300-400 tagot számlálnak. 2004-ben, 'A Honvédelmi háború horvát védőinek és családtagjaik jogairól szóló törvénnyel' a HOS-osok, teljes jogú horvát védőkként vannak elismerve.
- Horvát Védelmi Erők önkéntesinek egyesülete Zagráb
- HOS önkéntesek egyesületeinek szövetsége
- HOS önkéntesek egyesületeinek közössége
- HOS katonák egyesülete
- HOS kilencedik közép-dalmáciai "Rafael vitez Boban 1991" ezredének egyesülete

## Szimbólumok

### A HOS zászlaja
A zászló fekete alapú, közepén foglal helyet a HOS címere, melyet egy hármas fonat ölel körül. A címer pajzs alakú, benne a horvát nemzeti lobogó színei (vörös-fehér, fehér négyzet kezdettel). A pajzs egy kék-fehér színű négyszög alakú háromszoros fonaton (a II. világháborús Usztasa szimbólumokhoz haszonló) helyezkedik el. A pajzs fölött a „HOS”, alatta a „HSP”, ez alatt pedig a „ZA DOM SPREMNI” olvasható.
A zászló több variációban is előfordult az idők során, így kisebb-nagyobb különbségek voltak a címer méretében, illetve egyes zászlókról hiányzott a címert körülölelő fonat.

## Felépítése
A rangok hiányában csak funkciókat különböztettek meg. Funkciók:
- tizedes (Desetnik)
- szakaszparancsnok (Narednik)
- századparancsnok (Satnik)
- zászlóaljparancsnok (Bojnik)
- ezredparancsnok (Pukovnik)
- tábornok (General)

## Rangok, beosztások
A megelakuláskor nem léteztek rangok, csak funkciók. Először a főtiszti rangok kerültek bevezetésre, majd sorban a tisztiek is. Mivel alapjában csak harcoló egységekből állt a HOS, így a legfontosabbak ezek parancsnoki beosztásai voltak.

## Eszközök

### Fegyverek
A HOS sokféle, leginkább volt világháborús, néphadseregtől származó, zsákmányolt, illetve illegálisan behozott fegyverekkel rendelkeztek.
Maroklőfegyverek
- Tokarev TT33 – 7.62 TT pisztoly
- Zastava M57/70 TT – 7.62 TT pisztoly
- CZ – 7.62 TT pisztoly

Géppisztolyok
- PPS–41
- Zastava M49 – 7.62 TT géppisztoly
- M56 – 7.62 TT géppisztoly
- Thompson – .45 ACP géppisztoly
- Gorenje MGV 176 – .22 géppisztoly
- HS-91

Puskák
- M48 – 7.92mm puska
- Zastava M76 – 7.92 távcsöves puska
- Franchi SPAS-12 – pump action

Karabélyok
- Mauser Kar98K – 7.92 puska
- M59/66B1 SKS – 7.62 karabély
- AK-47 – 7.62 gépkarabély
- AK-74 – 5.45 gépkarabély
- Zastava M70 AB1/AB2 – 7.62 gépkarabély
- AIM 63 – 7.62 gépkarabély
- AK 56-1 – 7.62 gépkarabély
- M-16 – 5.56 gépkarabély
- FN-FAL Para Modelo – 7.62 gépkarabély
- Ultimax 100 – 5.56 gépkarabély

Géppuskák
- M53 – 7.92 géppuska
- M72 B1 – 7.62 könnyű géppuska
- M2 – .50 nehézgéppuska

Páncéltörő eszközök
- M57 – 44mm páncéltörő gránát
- M79 Osa – 90mm páncéltörő gránát
- M80 Zolja – 64mm páncéltörő gránát
- M90 Stršljen – 44mm páncéltörő gránát
- RPG–7

Kézi-, puskagránátok
- M75 kézigránát
- RKG-3 kumulatív kézigránát

Aknák (gyalogság elleni)
- PMA-1
- PMA-2
- PMA-3
- PMR-2
- PMR-3
- POMZ-2
- PROM
- MRUD

Aknák (járművek elleni)
- TMA-1
- TMA-2
- TMA-3
- TMA-4
- TMA-5
- TMRP-6
- TMM-1

### Járművek
- Yugo 45 személygépkocsi
- TAM 5000 tehergépkocsi

## HOS a kultúrában

### Könyvek
- Josic Julien: Horvát Háború Hősei és én, Árész Kiadó 2006 ISBN 978-963-229-898-6
- Josic Julien: Elég volt!, Árész Kiadó 2006 ISBN 978-963-06-0932-6
- Horváth Martin: Szanszára-küldetés, Könyv Guru 2021 ISBN 9786156153715 ( A sci-fi regény főhőse egy horvát-magyar származású HOS veterán)

### Külső hivatkozások
- Hrvatske Obrambene Snage – hivatalos honlap
- Hrvatska Stranka Prava – Horvát Jogpárt hivatalos honlapja